# Lijst van voetbalinterlands Tsjechië - Uruguay
Deze lijst van voetbalinterlands is een overzicht van alle voetbalwedstrijden tussen de nationale teams van Tsjechië en Uruguay. De landen speelden tot op heden drie keer tegen elkaar. De eerste ontmoeting, een groepswedstrijd tijdens de FIFA Confederations Cup 1997, werd gespeeld in Riyad (Saoedi-Arabië) op 15 december 1997. Het laatste duel, een vriendschappelijke wedstrijd, vond plaats op 23 maart 2018 in Nanning (China).

## Wedstrijden
| № | Plaats  | Datum            | Competitie                   | Wedstrijd          | Uitslag |
| - | ------- | ---------------- | ---------------------------- | ------------------ | ------- |
| 1 | Riyad   | 15 december 1997 | FIFA Confederations Cup 1997 | Tsjechië – Uruguay | 1 – 2   |
| 2 | Riyad   | 21 december 1997 | FIFA Confederations Cup 1997 | Tsjechië – Uruguay | 1 – 0   |
| 3 | Nanning | 23 maart 2018    | Vriendschappelijk            | Uruguay − Tsjechië | 2 − 0   |

## Samenvatting
| Competitie              | Totaal gespeeld | Winst Tsjechië | Gelijk | Winst Uruguay | Doelsaldo Tsjechië – Uruguay |
| ----------------------- | --------------- | -------------- | ------ | ------------- | ---------------------------- |
| FIFA Confederations Cup | 2               | 1              | 0      | 1             | 2 − 2                        |
| Vriendschappelijk       | 1               | 0              | 0      | 1             | 0 − 2                        |
| Totaal                  | 3               | 1              | 0      | 2             | 2 − 4                        |